# Ель-Хосейма
Ель-Хосейма (араб. الحسيمة, латиніз. al-Ḥusayma; ісп. Alhucemas) — місто на півночі Марокко, що лежить на узбережжі Середземного моря, у гірському хребті Ер-Риф. Адміністративно розташоване у регіоні Танжер — Тетуан — Ель-Хосейма. Місто є відомим туристичним напрямком та має переважно берберське населення.

## Назва
Назва міста являє собою арабізовану форму іспанського слова Alhucemas (лаванда), що зі свого боку є запозиченням з андалузького діалекту арабської мови.

## Історія
Місцевість, де розташоване місто, була заселена берберськими племенами, що билися з іспанцями під час Рифської війни (1921—1926 рр.).
Ель-Хосейма є одним з наймолодших міст країни. Воно було засноване іспанцями у 1920-х роках під назвою Villa Sanjurjo, на честь генерала Хосе Санхурхо, що брав участь у тій війні. Місто та навколишні села сильно постраждали від двух сильних землетрусів, що сталися у 1994 та 2004 роках. Під час другого з них померло щонайменше 560 осіб. У 2007 році мер Ель-Хосейми заявив, що всі нові будинки будуть пофарбовані в білі та синій кольори з метою відновлення традиційного вигляду міста.

## Економіка
Економіка міста в базується переважно на рибальстві та туризмі. Багато колишніх мешканців мігрували до Європи протягом 1960—1980-х років. Велика частка марокканців у Нідерландах, Франції та Бельгії були вихідцями з Ель-Хосейми. Чимало з них відвідують свє рідне місто влітку, разом з туристами з Німеччини та Франції.
Місто обслуговує аеропорт Шеріф Аль Ідріссі.

## Міста-побратими
- Ніцца, Франція
- Тузла, Боснія і Герцеговина
- Альмерія, Іспанія
- Альмуньєкар, Іспанія
- Гаага, Нідерланди
- Схарбек, Бельія